# Villanúa
Villanúa é um município da Espanha na província de Huesca, comunidade autónoma de Aragão, de área 58,2 km² com população de 447 habitantes (2018) e densidade populacional de 7,68 hab/km².

## Demografia
| Variação demográfica do município entre 1900 e 2012 | Variação demográfica do município entre 1900 e 2012 | Variação demográfica do município entre 1900 e 2012 | Variação demográfica do município entre 1900 e 2012 | Variação demográfica do município entre 1900 e 2012 | Variação demográfica do município entre 1900 e 2012 | Variação demográfica do município entre 1900 e 2012 | Variação demográfica do município entre 1900 e 2012 | Variação demográfica do município entre 1900 e 2012 | Variação demográfica do município entre 1900 e 2012 | Variação demográfica do município entre 1900 e 2012 | Variação demográfica do município entre 1900 e 2012 | Variação demográfica do município entre 1900 e 2012 |
| --------------------------------------------------- | --------------------------------------------------- | --------------------------------------------------- | --------------------------------------------------- | --------------------------------------------------- | --------------------------------------------------- | --------------------------------------------------- | --------------------------------------------------- | --------------------------------------------------- | --------------------------------------------------- | --------------------------------------------------- | --------------------------------------------------- | --------------------------------------------------- |
| 1900                                                | 1910                                                | 1920                                                | 1930                                                | 1940                                                | 1950                                                | 1960                                                | 1970                                                | 1981                                                | 1991                                                | 2001                                                | 2011                                                | 2018                                                |
| 959                                                 | 1.114                                               | 847                                                 | 682                                                 | 585                                                 | 551                                                 | 446                                                 | 323                                                 | 265                                                 | 283                                                 | 340                                                 | 512                                                 | 447                                                 |